# O Regresso de Jaspion
O Regresso de Jaspion é um romance gráfico em estilo mangá produzido no Brasil pela Editora JBC dando continuidade a história da série tokusatsu O Fantástico Jaspion. A publicação tem roteiro de Fabio Yabu e desenhos de Michel Borges, também assinam a obra Marcelo Del Greco (editor) e Edi Carlos Rodrigues (produtor executivo).

## Sinopse
Depois de derrotar Satan Goss e MacGaren em uma batalha mortal, Jaspion deixou a Terra para lutar contra as forças do mal por todo o universo. Mas algo estranho ameaça a Terra. A concentração de energia negativa trouxe a terrível bruxa galáctica Kilmaza de volta à vida.
Tomada pelo desejo de vingança contra Jaspion, agora a bruxa planeja ressuscitar não apenas MacGaren, mas Satan Goss e alguns aliados. É hora de Jaspion voltar à Terra, depois de muito tempo, e lutar mais uma vez contra as forças do mal comandadas por Satan Goss. Para isso, o Campeão da Justiça contará com a ajuda de velhos amigos como Boomerman, Anri, John Tigre e o guerreiro gigante Daileon. Uma nova batalha mortal está prestes a começar!
O destino da Terra e da galáxia está mais uma vez nas mãos de Jaspion. Avante, guerreiro da justiça! Você precisa impedir que Satan Goss e seu exército de monstros desperte e comece uma nova Era das Trevas em todo o universo.

## Produção
A HQ Jaspion foi anunciada durante o Anime Friends 2018, em parceria com a Toei Company (produtora da série de TV original) e com a Sato Company (detentora dos direitos no Brasil), a Editora JBC escolheu o roteirista Fabio Yabu e o desenhista Michel Borges que já trabalharam juntos na Trilogia Combo Rangers, também pela Editora JBC . Inicialmente prevista já para o fim de 2018, a produção sofreu alguns atrasos devido a inúmeras fases de aprovações necessárias com os responsáveis da Toei Company, tendo seu lançamento oficial acontecendo somente em outubro de 2020, a publicação veio cheio de boas expectativas, alcançando a liderança do ranking de mais vendidos da Amazon brasileira na pré-venda na categoria de Livros  e entrou na lista dos livros mais vendidos na categoria ficção segundo a Lista Nielsen PublishNews , o produto também foi disponibilizado em formato digital, em ebook.